# Гоила (Бихор)
Гоила (рум. Goila) насеље је у Румунији у округу Бихор у општини Кабешти. Oпштина се налази на надморској висини од 263 m.

## Становништво
Према подацима из 2002. године у насељу је живело 203 становника, од којих су сви румунске националности.